# グリコデリン
グリコデリン（英: glycodelin、GD）、PP14（placental protein 14）、PAEP（progestogen-associated endometrial protein）またはpregnancy-associated endometrial alpha-2 globulinは、免疫機能を阻害し、妊娠過程に必須の役割を果たしている糖タンパク質である。ヒトでは、PAEP遺伝子にコードされる。
ヒトの子宮内膜はプロゲステロンの影響下でいくつかのタンパク質を合成する。こうしたタンパク質の中で、グリコデリンは特に関心が寄せられているものの1つである。グリコデリンは、月経周期の黄体期に子宮内膜腺で合成される。
女性器におけるグリコデリンの時空間的発現パターンやその生物学的活性は、この糖タンパク質が受精、着床、妊娠の維持の調節に必要不可欠な生理的役割を果たしていることを示唆している。

## 構造
グリコデリンは180アミノ酸から構成され、そのうち18アミノ酸がシグナルペプチドであると考えらえている。グリコデリンの分子量は20,555であるが、成熟型の分子量は18,787であると推定されている。グリコデリンは、ヒトの分泌期子宮内膜や脱落膜で発現している約1 kbのmRNAにコードされている。β-ラクトグロブリンはホモログであり、分子内ジスルフィド結合を担っている4つのシステイン残基（66番、106番、119番、160番）はグリコデリンでも保存されている。ヒトDNAのサザンブロット解析により、グリコデリン遺伝子（PAEP遺伝子）の配列はゲノム上で20 kb程度の範囲に広がっていることが示唆されている。

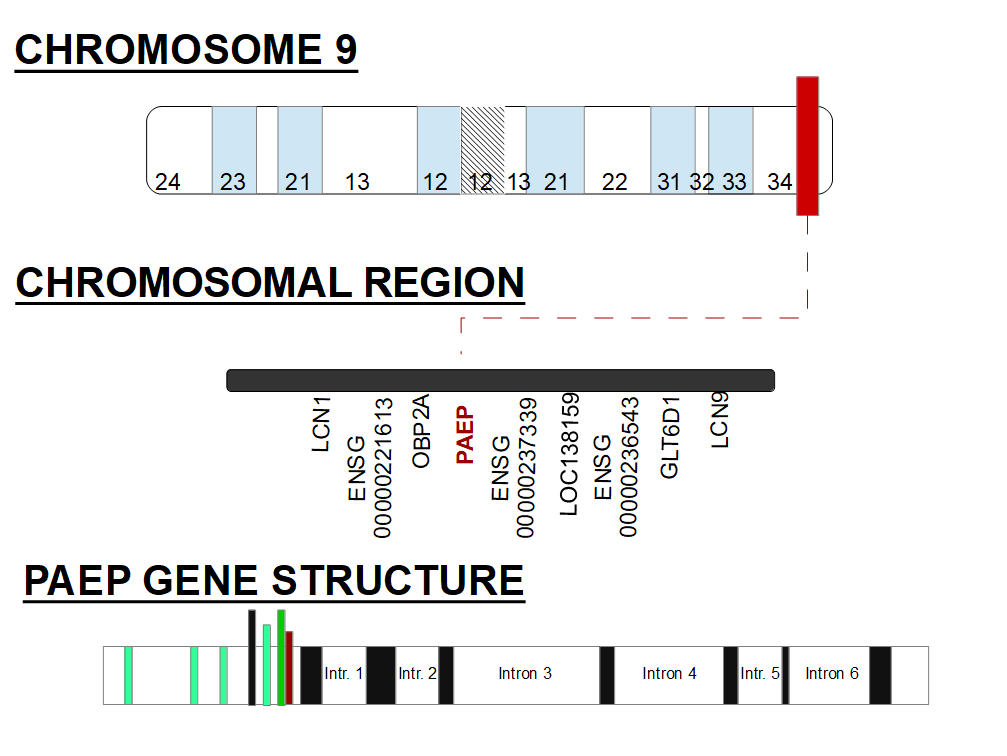
PAEP遺伝子の構造

### 遺伝子
グリコデリンはリポカリンの中でもkernel lipocalinと呼ばれるファミリーに属する。このファミリーのメンバーは配列類似性は比較的低いものの、遺伝子のエクソン-イントロン構造やタンパク質の三次元フォールディングは高度に保存されている。グリコデリンタンパク質をコードしているPAEP遺伝子は9番染色体長腕に位置している。主に60種類の器官で発現しているが、脱落膜で最も高度に発現している。

## 機能
グリコデリンは、黄体期中期や妊娠初期に子宮内膜から分泌される最も重要なタンパク質の1つである。グリコデリンにはタンパク質骨格は同一であるもののグリコシル化パターンが異なる4種類のグリコフォームが、羊水、卵胞液、精漿に存在する。これらは、妊娠に適した子宮環境の形成を調節したり、受精過程における各イベントが適切な時期に適切な順序で起こるようにするなど、それぞれ異なる必須の役割を果たしている。

### グリコデリン-A
女性器において、グリコデリン-Aは子宮内膜上皮細胞で主に発現しており、羊水、子宮内膜/脱落膜、母体血清へと分泌される。グリコデリン-Aは避妊や免疫抑制機能を有し、NK細胞を抑制して母児接点での胎児の拒絶を防いでいる。

### グリコデリン-S
グリコデリン-Sは精嚢から精漿へ分泌される。精子が子宮頸部を通過する過程でグリコデリン-Sは脱グリコシル化されて精子から解離し、精子の成熟が可能となる。

### グリコデリン-F
グリコデリン-Fは顆粒膜細胞から卵胞液へ分泌され、グリコデリン-Aと類似した役割を主に果たしている。グリコデリン-Fは精子の透明帯への結合を低下させ、先体反応や精子-卵間の結合を阻害する。グリコデリン-Fは脱グリコシル化に伴って精子から解離し、精子-卵間の結合が可能となる。脱グリコシル化は精子が放線冠を通過する際に起こる。このように、グリコデリン-Fは時期尚早な先体反応の防止に重要である。

### グリコデリン-C
グリコデリン-Cは卵丘に存在し、精子の透明帯への結合を刺激する。まず、卵丘細胞は卵胞液による精子-透明帯間結合の阻害活性を低下させるが、これはおそらくグリコデリン-Aやグリコデリン-Fの取り込みとグリコデリン-Cへの変換によって行われている。また、精子は卵丘を通過する際に透明帯への結合が高まる。グリコデリン-Cはこの過程を担っている。
| グリコフォーム | 分布                                           | グリコシル化の特徴                                   | 生殖過程における機能                                              |
| -------------- | ---------------------------------------------- | ---------------------------------------------------- | ----------------------------------------------------------------- |
| グリコデリン-A | 羊水、脱落膜                                   | 高度なシアル化。フコシル化が多い                     | 着床や胎盤形成の免疫からの保護、抗受精、精子-透明帯間の結合の阻害 |
| グリコデリン-S | 精漿、精嚢                                     | シアル化糖鎖は存在しない。フコースとマンノースに富む | 時期尚早な受精能獲得の防止                                        |
| グリコデリン-F | 卵胞、卵管                                     | ルイスX、ルイスY、N-アセチルグルコサミンが多い       | 精子-透明帯間の結合の阻害による、時期尚早な先体反応の防止         |
| グリコデリン-C | 卵丘、グリコデリン-Aやグリコデリン-Fからの変換 | レクチン結合性による特定の凝集素との反応             | 精子-透明帯間の結合の刺激                                         |

## 濃度
グリコデリンは卵母細胞や精子にみられる。男性では、グリコデリンの精漿中濃度は血清中濃度よりも高い。女性では、妊娠中の女性の卵胞液中濃度は妊娠していない女性よりも高い。

### 精漿
グリコデリンは男性の精漿のタンパク質構成要素の大きな部分を占め、総タンパク質量の2.5%以上となることもある。乏精子症の男性の精漿中のグリコデリン濃度は正常男性と同程度であるが、精管結紮術を行った男性では正常よりも低濃度となる。

### 女性の組織や体液
妊娠していない女性では、グリコデリンの血清中濃度は15-40 μg/Lである。
妊娠中の女性では次のようになる。 
| 組織または体液 | おおよそのグリコデリン濃度                         | 時期         |
| 血清           | 最大で2200 μg/L                                    | 6–12週       |
| ---            | 濃度が低下する                                     | 16週以降     |
| ---            | 約200 μg/Lでほぼ一定となる                         | 24週以降     |
| 羊水           | 最大で232 mg/L（妊娠期を通じて血清濃度よりも高い） | 12–20週      |
| 臍帯血         | 15–22 μg/Lまたは不検出                             | ------------ |
| 妊娠初期脱落膜 | 総蛋白1 gあたり41–160 mg                           | ------------ |
| 妊娠後期脱落膜 | 総蛋白1 gあたり60–2700 μg                          | ------------ |
| 羊膜           | 総蛋白1 gあたり50–750 μg                           | ------------ |
| 絨毛膜無毛部   | 総蛋白1 gあたり50–1000 μg                          | ------------ |
| 妊娠初期胎盤   | 総蛋白1 gあたり0.25–15 mg/g                        | ------------ |
| 妊娠後期胎盤   | 総蛋白1 gあたり3–430 μg/g                          | ------------ |

妊娠中のグリコデリンの血清濃度の変動は、hCGと同様のプロファイルを示す。他の胎盤タンパク質と比較して、グリコデリンは羊水中の濃度が顕著に高いが、これは脱落膜がこのタンパク質の産生源となっているためである。

## 臨床応用の可能性
グリコデリンには次のような臨床応用の可能性がある。

### 前期破水のバイオマーカー
前期破水は妊娠中の一般的な合併症であり、また現行の診断手法は医療関係者を満足させるものではないため、母体血漿や膣分泌液中の胎盤タンパク質の分析による新たな手法の開発が行われている。こうした研究により、前期破水症例ではグリコデリン濃度が上昇していることが示されている。この研究では、グリコデリンが感度100%、特異度87.5%の優れたバイオマーカーとなると結論づけられている。

### 人工授精過程のバイオマーカー
グリコデリンは、人工授精の成果と胚移植周期を予測するマーカーとなる可能性が示されている。一部の研究では、グリコデリンの血清濃度は胚移植周期後に大幅に上昇することが示されており、子宮内膜着床能を予測する優れたマーカーとなる可能性があると結論づけられている。

## 関連文献
- “Glycodelins”. Tumour Biology 19 (3):  213–20. (1998). doi:10.1159/000030009. PMID 9591048.
- “Chromosomal location, exon/intron organization and evolution of lipocalin genes”. Biochimica et Biophysica Acta (BBA) - Protein Structure and Molecular Enzymology 1482 (1–2):  25–34. (Oct 2000). doi:10.1016/S0167-4838(00)00144-8. PMID 11058744.
- “Glycodelin: a reproduction-related lipocalin”. Biochimica et Biophysica Acta (BBA) - Protein Structure and Molecular Enzymology 1482 (1–2):  149–56. (Oct 2000). doi:10.1016/S0167-4838(00)00158-8. PMID 11058757.
- “Glycodelin: a major lipocalin protein of the reproductive axis with diverse actions in cell recognition and differentiation”. Endocrine Reviews 23 (4):  401–30. (Aug 2002). doi:10.1210/er.2001-0026. PMID 12202458.
- “Glycosylation related actions of glycodelin: gamete, cumulus cell, immune cell and clinical associations”. Human Reproduction Update 13 (3):  275–87. (2007). doi:10.1093/humupd/dmm004. PMID 17329396.
- “Multiple forms of mRNA encoding human pregnancy-associated endometrial alpha 2-globulin, a beta-lactoglobulin homologue”. Proceedings of the National Academy of Sciences of the United States of America 88 (6):  2456–60. (Mar 1991). Bibcode: 1991PNAS...88.2456G. doi:10.1073/pnas.88.6.2456. PMC 51251. PMID 2006183.
- “Serum levels of pregnancy-associated endometrial alpha 2-globulin (alpha 2-PEG), a glycosylated beta-lactoglobulin homologue, in successful and unsuccessful assisted conception”. Human Reproduction 5 (4):  421–6. (May 1990). doi:10.1093/oxfordjournals.humrep.a137115. PMID 2113930.
- “Human placental protein 14 gene: sequence and characterization of a short duplication”. DNA and Cell Biology 9 (6):  401–13. (1990). doi:10.1089/dna.1990.9.401. PMID 2206398.
- “Serum progestagen-associated endometrial protein (PEP) levels in conception versus nonconception cycles following in vitro fertilization-embryo transfer”. Journal of in Vitro Fertilization and Embryo Transfer 7 (3):  134–6. (Jun 1990). doi:10.1007/BF01135675. PMID 2380618.
- “Immunohistological localization of pregnancy-associated endometrial alpha 2-globulin (alpha 2-PEG) in endometrial adenocarcinoma and effect of medroxyprogesterone acetate”. British Journal of Obstetrics and Gynaecology 95 (12):  1292–8. (Dec 1988). doi:10.1111/j.1471-0528.1988.tb06820.x. PMID 2975952.
- “Progestin-Dependent Human Endometrial Protein: A Marker for Monitoring Human Endometrial Function”. Cell and Molecular Biology of the Uterus. Advances in Experimental Medicine and Biology. 230. (1987). pp. 167–86. doi:10.1007/978-1-4684-1297-0_10. ISBN 978-1-4684-1299-4. PMID 3135704
- “Complete amino acid sequence of human placental protein 14: a progesterone-regulated uterine protein homologous to beta-lactoglobulins”. Proceedings of the National Academy of Sciences of the United States of America 85 (23):  8845–9. (Dec 1988). Bibcode: 1988PNAS...85.8845J. doi:10.1073/pnas.85.23.8845. PMC 282603. PMID 3194393.
- “Amino acid sequence homology between human placental protein 14 and beta-lactoglobulins from various species”. Endocrinology 120 (6):  2620–2. (Jun 1987). doi:10.1210/endo-120-6-2620. PMID 3569148.
- “Pregnancy-associated endometrial alpha 2-globulin, the major secretory protein of the luteal phase and first trimester pregnancy endometrium, is not glycosylated prolactin but related to beta-lactoglobulins”. The Journal of Clinical Endocrinology and Metabolism 65 (5):  1067–71. (Nov 1987). doi:10.1210/jcem-65-5-1067. PMID 3667877.
- “Amniotic fluid concentrations of secreted pregnancy-associated endometrial alpha 1- and alpha 2-globulins (alpha 1- and alpha 2-PEG)”. British Journal of Obstetrics and Gynaecology 93 (9):  909–15. (Sep 1986). doi:10.1111/j.1471-0528.1986.tb08007.x. PMID 3768286.
- “A progestagen-dependent endometrial protein in human amniotic fluid”. Journal of Reproduction and Fertility 60 (2):  317–21. (Nov 1980). doi:10.1530/jrf.0.0600317. PMID 6776278.
- “Localization of alpha-uterine protein in human endometrium”. Journal of Reproduction and Fertility 65 (2):  447–50. (Jul 1982). doi:10.1530/jrf.0.0650447. PMID 7047733.